# Jan I van Thouars
Jan I van Thouars (circa 1284 - 25 mei 1332) was van 1308 tot aan zijn dood burggraaf van Thouars. Hij behoorde tot het huis Thouars.

## Levensloop
Jan I was de oudste zoon van burggraaf Gwijde II van Thouars uit diens huwelijk met Margaretha van Brienne, dochter van graaf Jan I van Eu.
Na de dood van zijn vader in 1308 werd hij burggraaf van Thouars. Hij vervulde deze functie tot aan zijn dood in 1332 en werd opgevolgd door zijn broer Hugo II. Er is weinig bekend over zijn bewind.

## Huwelijken en nakomelingen
In 1307 huwde hij met Blanche van Brabant (overleden in 1330), vrouwe van Rochecorbon en dochter van Godfried van Brabant, heer van Aarschot. Ze kregen volgende kinderen:
- Lodewijk I (1310-1370), burggraaf van Thouars
- Jan, heer van La Cheze-le-Vicomte, huwde met vrouwe Margaretha van Parthenay
- Gwijde (overleden in 1354), huwde met Johanna van Maulévrier